# عماد حسن
عماد حسن (19 مارس 1959-)، شاعر مصري. كتب كلمات أغاني مشهورة لعدد من المطربين وألف كلمات أغاني فيلمي (البركان) و(لو كان ده حلم). تعاون مع العديد من الفنانين أبرزهم مدحت صالح، أنغام، أصالة نصري، ومع هاني شاكر في ألبوم (غلطة) الذي صدر عام 1995.

## أعماله
كتب عماد حسن كلمات أغاني الأفلام التالية:
- لو كان ده حلم (2001).

- البركان (1990)

- شباب على كف عفريت (1990).

- زمن الممنوع (1988) - كلمات أغنية "نفسي